# DYTY
ベイラジオ93.5（英語:Bay Radio 93.5）はフィリピンの、音楽を中心とするFM（英語版）ラジオ放送局である。ベイコム放送協会が運営している。スタジオはタクロバンにある。スローガンはSwabe!。ポップ・ミュージックやOPM（オリジナル・フィリピノ・ミュージック）を中心に放送している。

## 放送局一覧
- DYBR 103.1 - セブ - 10,000W
- DXBR 103.1 - ダバオ - 10,000W
- DXYB 89.9 - サンボアンガ - 10,000W
- DWYA92.5 - トゥゲガラオ - 5,000W
- DWYI 92.9 - カワヤン（英語版） - 5,000W
- DWEY 104.7 - バタンガスシティ（英語版） - 500W
- DWKL 92.7 - ルセナ - 1,000W
- DWYD 102.9 - ダエト（英語版） - 1,000W
- DYKY 99.3 - カリボ - 5,000W
- DYYR 107.3 - ロハス - 5,000W
- DXYD 95.1 - イリガン - 5,000W
- DXYC 89.3 - コタバト - 5,000W
- DXYM 89.7 - ジェネラル・サントス - 5,000W